# Chonecetus
Chonecetus — вимерлий рід примітивних вусатих китів родини Aetiocetidae, що жили в період олігоцену. Його скам'янілості були знайдені в Канаді на північному сході Тихого океану. Вперше він був названий Л. С. Расселом у 1968 році та містить один вид, C. sookensis.
Як і Aetiocetus, Chonecetus володів як багатогорбковими зубами, так і поживними отворами, необхідними для вус. Chonecetus дуже нагадував сучасних Mysticeti, з подовженим, обтічним тілом, що підтримувало пару передніх кінцівок у формі весла, і горизонтальну хвостовий пливець.